# REC 2
REC 2 (cuyo título es frecuentemente estilizado como [•REC]²) es una película de horror y de metraje encontrado española así como la secuela de la saga [•REC]. Fue dirigida de nuevo por el dúo de cineastas Jaume Balagueró y Paco Plaza, y cuyo guion fue coescrito por los directores junto a Manu Díez. La trama principal de la cinta continúa narrando la historia de la infección en los edificios inquilinos; revelando que fue de los sobrevivientes y los esfuerzos del gobierno de España por contener la infección. 
La película se produjo poco después del éxito global de la primera entrega, con la productora Filmax Internacional prometiendo que «tendrá el mismo concepto claustrofóbico que [•REC] pero con nuevos medios de transferir el miedo de la pantalla al espectador a través de la lente de grabación». En contraste con la recepción de su predecesora, la película generó críticas divididas tanto del público como los críticos especializados en parte por la forma en la que se llevó la trama y la dirección. Sin embargo, su taquilla fue moderada permitiendo la realización de una secuela titulada Rec 3: Génesis

## Argumento
Una hora después de que el edificio de Barcelona fuera declarado en brote en el primer filme, cuatro miembros del GEOS de la policía (conformados por el jefe Fernández, Larra, Martos y Rosso), con cámaras integradas a sus cascos, junto a otro inspector de sanidad llamado Owen, son enviados al edificio para cumplir una misión de la que los propios GEOS no parecen estar del todo informados. Al ingresar al edificio, el grupo no encuentra rastro de ningún sobreviviente o de los infectados por lo que se abren paso por el edificio explorando los pasillos y las habitaciones. Por desgracia uno de los GEOS, Martos, es atacado por una inquilina infectada cuando se separa del grupo. Para cuando sus compañeros lo encuentran, él ya esta bajo los efectos de la infección y ataca a sus compañeros, deteniéndose únicamente cuando Owen usa un rosario para detenerlo, ante la confusión del resto de los GEOS que se ven forzados a encerrarlo en un cuarto.
El enfurecido jefe le exige a Owen que le diga la verdad sobre su misión en el edificio, pero este se limita a llevarlos al ático, donde sospecha que está la paciente cero. No obstante, el grupo no encuentra a nadie y son atacados por niños infectados que Owen ordena matar sin contemplaciones. Luego de que uno de los GEOS consigue una muestra de sangre de la habitación, Owen realiza un ritual religioso sobre esta, provocando que se prenda en llamas. Por desgracia, el resto de la muestra se incendia también dejándola contaminada. Owen se ve obligado a confesar que es en realidad un sacerdote enviado por la Santa Sede para conseguir una muestra de sangre de la niña Medeiros, una mujer que fue sometida a experimentos para la comprensión de los síntomas biológicos de una posesión demoníaca; lo que quiere decir que los infectados no están enfermos sino poseídos. Para cuando el grupo sale de la habitación, se topan con un hombre que corre frenéticamente ante ellos, a quien eliminan en defensa propia. Al ver como cae por las escaleras se dan cuenta de que hay más civiles dentro del edificio pero no pueden ir tras ellos al ser atacados por los inquilinos infectados que los persiguen. Durante el ataque, Larra se separa de su grupo para buscar a los demás civililes que estaban en el edificio, Larra despeja la zona y se encuentra a una poseída, cual sin persarlo le dispara. Luego se encuentra con 3 infectados más, cual abre la puerta de un baño se encierra y se queda sin opciones para vivir, atentamente agarra su pistola y se suicida en el baño. En ese momento son atacados por la infectada Jennifer, que Owen insiste en que la interroguen para descubrir el paradero de Medeiros, pero los GEOS matan a la niña cuando esta intenta escapar. Owen concluye que deben encontrar a los civiles que vieron hace un momento antes de que la cámara de Rosso comience a fallar cortando la grabación.
A través de una grabación realizada por una cámara diferente se revela que los civiles que ingresaron al edificio son un trío de adolescentes que, después de ser desalojados de un edificio vecino a la cuarentena, acabaron ingresando al edificio en su afán por grabar algo «divertido», siguiendo a uno de los bomberos que se quedó afuera del edificio y a un inquilino (quien es el padre de Jennifer) por las alcantarillas. Una vez dentro los jóvenes no tardan en toparse con el bombero y el inquilino, descubriendo que su entrada fue sellada desde el exterior, dejándolos atrapados. El padre de Jennifer los guía a su casa, donde se topan y son atacados por la esposa de este, Maricarmen, que muerde a su pareja en la pelea. Uno de los adolescentes mata a la infectada colocando un petardo en su boca. Como la fuerza exterior comienza a dispararles para eliminarlos por las ventanas, los jóvenes y los adultos se disponen a salir de la casa gateando. En su salida son testigos de como el padre de Jennifer es acribillado, por lo que se refugian en otra casa. En donde está un encerrado Martos, que engaña a los presentes para que lo dejen escapar al quitar de la puerta un rosario que lo mantenía encerrado imitando la voz de un niño. El GEO ataca a los jóvenes y mientras el bombero lucha con él, le pide a los chicos que lo ayuden con una pistola. Una de los adolescentes, Mire, le dispara por accidente al bombero en la cabeza, aunque elimina al poseído Martos con el siguiente disparo. 
Al poco tiempo, los GEOS y Owen llegan a la casa donde están los jóvenes percatándose de que uno de ellos, Tito, fue mordido por Martos, por lo que Owen y los GEOS se preparan para interrogarlo mientras encierran a sus dos amigos en otro cuarto para que no interrumpan el interrogatorio. Antes de comenzar, el grupo se topa con Ángela Vidal que aparece ante ellos con la cámara de Pablo en sus brazos, mientras la escena se corta por la descarga de la batería de la cámara de los adolescentes. Usando la cámara de la periodista y tras comprobar que ella no esté infectada, Owen procede a interrogar a un poseído Tito para que le diga el paradero de Medeiros; pese a que el adolescente sólo da respuestas vagas intencionalmente. Con ayuda de Ángela todos descifran que Medeiros sigue en el ático y que sólo puede ser vista en la total oscuridad. Una vez en el ático con ayuda de la visión nocturna de la cámara, el grupo accede a una puerta que sólo está presente con las luces apagadas; sin embargo Medeiros se deshace del jefe y comienza atacar al grupo en la oscuridad. En medio de un forcejeo, Ángela la elimina cuando le dispara en la cabeza con una escopeta, para el pesar de Owen que necesitaba una muestra de la sangre de Medeiros mientras estuviera viva. 
Ambos comienzan a discutir, y una enfurecida Ángela le exige a Owen que dé la orden de ser rescatados lo antes posible, pero Owen se rehúsa, provocando que ésta comience a atacarlo agresivamente mientras el GEO restante Rosso lo graba todo. Cuando este la amenaza y le grita, Ángela lo elimina de un disparo a quemarropa, y mientras la cámara continua grabando Ángela le insiste en que dé la orden. Para cuando Owen le pregunta cómo lo ha hecho, ella revela en medio de una diabólica carcajada que ahora es la huésped del demonio causante de la infección. Tras esto, Ángela golpea la cabeza de Owen violentamente contra el suelo, matándolo en el acto, y copia la voz del padre para dar la orden de su rescate como la única sobreviviente. Cuando la operadora pregunta cómo es posible que haya sido la única sobreviviente, Ángela voltea a ver la cámara a medida que la cámara falla y revela a lo que sucedió justo después de que fuera capturada por Medeiros: quien en vez de matarla, le pasó a través de su garganta una extraña larva antes de que Owen y los GEOS ingresaran al ático.

## Producción

### Filmación
Después del éxito de [•REC], Jaume Balagueró y Paco Plaza fueron confirmados para trabajar en una secuela. La película comenzó el rodaje 10 de noviembre de 2008 y se terminó de grabar el 24 de diciembre del mismo año después de seis semanas en el edificio en que se filmó la primera parte y utilizando el mismo método de grabación: una filmación en tiempo real con solo un operador de cámara, Pablo Rosso; que regresa en la película interpretando al nuevo camárografo con el mismo apellido. Para distinguirse de su predecesora y conservar la cámara en primera persona, la película utiliza una combinación del formato metraje encontrado junto a diferentes perspectivas que es integrado en la trama de película: las cámaras utilizadas por los Geos, la cámara casera de los adolescentes y la cámara profesional de los protagonistas de la primera entrega.

### Redacción
La trama de la película se concibió durante la promoción mundial de REC, con los directores reconociendo que esperaban dar respuestas a subtramas inconclusas y misterios sin resolver que eran temas frecuentemente cuestionados por el público. La historia inicia con unas horas de diferencia con el final de la anterior utilizando a protagonistas diferentes como GEOS y civiles que ingresan eventualmente al edificio, y con el regreso de varios actores y personajes de la predecesora, en su mayoría regresando como infectados. La película revela el origen de la infección como una posesión demoníaca colectiva, capaz de transferirse a otro huésped como la enfermedad de la rabia a diferencia de los orígenes tradicionales en las películas de zombis modernas, confiriéndole un origen sobrenatural.

## Reparto
- Manuela Velasco, como Ángela Vidal.
- Jonathan D. Mellor, como Padre Owen.
- Oscar Sánchez Zafra, como Jefe.
- Ariel Casas, como Larra.
- Alejandro Casaseca, como Martos.
- Pablo Rosso, como Rosso.
- Rafa Parra, como Rosso (voz).
- Pep Molina, como Javier/padre de Jennifer.
- Andrea Ros, como Mire.
- Àlex Batllori, como Uri.
- Pau Poch, como Tito.
- Juli Fàbregas, como bombero.
- Ferrán Terraza, como Manu.
- Claudia Silva, como Jennifer.
- Martha Carbonell, como Conchita Izquierdo.
- Jorge-Yamam Serrano, como Sergio.
- Ana Isabel Velázquez, como la chica colombiana.
- Carlos Lasarte, como César.
- Kao Chen-Min, como vecino japonés.
- Akemi Goto, como vecina japonesa.
- David Vert, como Álex.
- Carlos Olalla, como comisario.
- Anna García, como Mari Carmen.
- Hector Vidales, como niño.
- Lazzaro E. Oertli Ortiz, como niño.
- Alex Lameiro Blanch, como niño.
- Joan Hostench Martínez, como niño.
- Òscar Foronda, como francotirador.
- Oriol Maymó, como conductor furgón (voz).
- Jesús Pérez Villar, como megafonías policía.
- Elisa Sirvent, como reconocimiento de voz.
- Pep Sais, como Albelda (voz).
- Marga Villalonga, como poseído.
- Ana Domínguez, como poseído.
- Laura Díez, como poseído.
- Sandra García, como poseído.
- Gerald Espert, como poseído.
- Javier Botet, como Tristana Medeiros.
- Albert Grabuleda Capdevila, como francotirador.
- Pere Vall, como periodista.

## Recepción
La película fue recibida de manera mixta por parte de la crítica, la página web Sensacine.com recopiló un total de 6 críticas españolas sobre ella recibiendo una nota media de 3,5 sobre 5. Por su parte, la página web Rotten tomatoes recopiló un total de 63 críticas estadounidenses sobre ella siendo el 68% (43) positivas y recibiendo una nota media de 6,2 sobre 10, mientras que Allociné recopiló un total de 16 críticas francesas sobre ella recibiendo una nota media de 2,31 sobre 5.

## Premios

### Premios Gaudí
| Año  | Categoría                     | Persona                                      | Resultado |
| ---- | ----------------------------- | -------------------------------------------- | --------- |
| 2009 | Mejor montaje                 | David Gallart                                | Ganador   |
| 2009 | Mejor sonido                  | Xavi Mas Oriol Tarragó Marc Orts             | Ganadores |
| 2009 | Mejor maquillaje y peluquería | Inma P. Sotillo Lucia Salanueva              | Ganadoras |
| 2009 | Mejor efectos visuales        | David Ambit Alex Villagrasa Salvador Santana | Ganadores |

### Premios Goya
| Año  | Categoría                  | Persona                          | Resultado  |
| ---- | -------------------------- | -------------------------------- | ---------- |
| 2009 | Mejores efectos especiales | Salvador Santana Alex Villagrasa | Candidatos |